# 묘혈

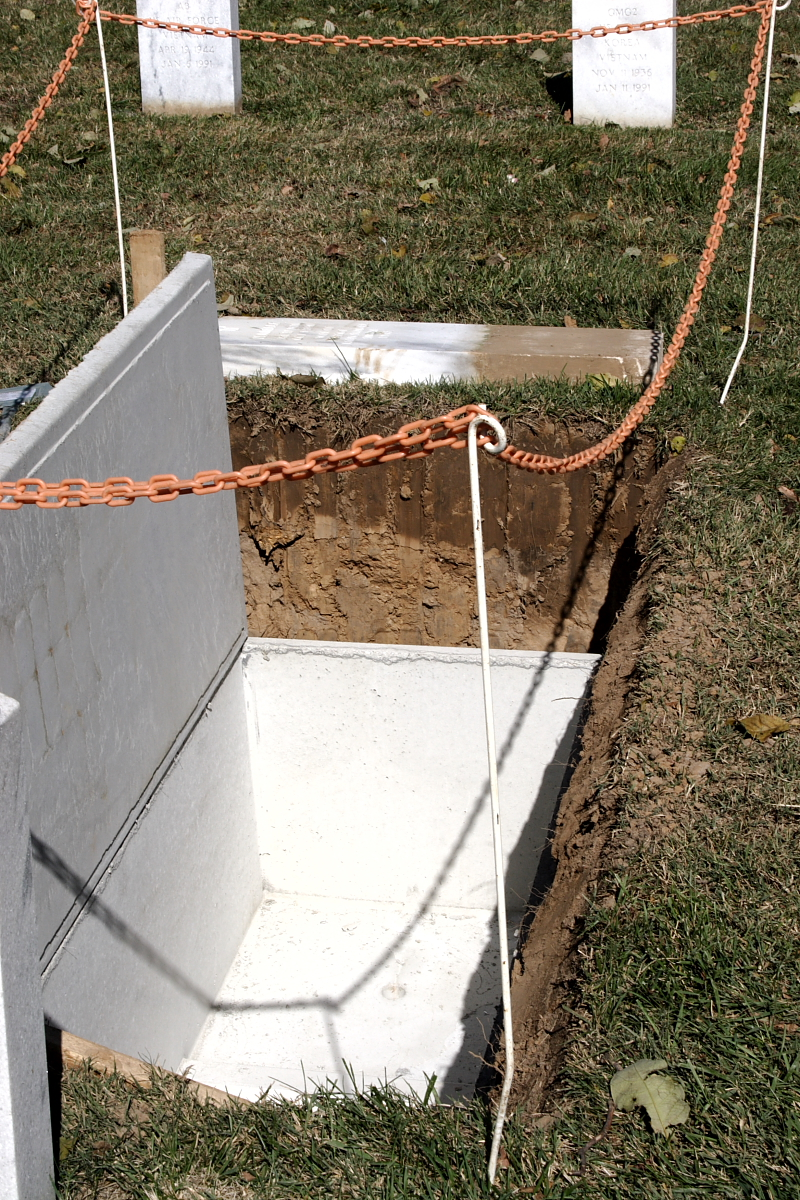
관을 기다리고 있는 묘혈.

묘혈(墓穴, 영어: grave)은 시체를 매장하는 장소이자 무덤의 구덩이 부분이다. 묘혈은 일반적으로 묘지와 같은 특별한 장소에 위치해 있다.
그 안에서 발견된 시체의 상태와 시체와 함께 발견된 물건과 같은 무덤에 대한 특정 세부 사항은 고고학자들에게 시체가 살았던 기간과 사망 시기를 포함하여 시체가 죽기 전에 어떻게 살았는지, 그것이 일부였던 문화에 대한 정보를 제공할 수 있다.
일부 종교에서는 영혼이 살아남으려면 몸을 불태우거나 화장해야 한다고 믿는다. 다른 곳에서는 신체의 완전한 분해가 영혼의 나머지 부분에 중요한 것으로 간주된다.

## 같이 보기
- 무덤
- 스테차크
- 기념비
- 화장 (장례)
- 크립트
- 고인돌
- 공동묘지
- 영묘
- 자연장
- 네크로폴리스
- 생매장
- 피라미드
- 분구묘